# Az Álmosvölgy legendája (novella)
Az Álmosvölgy legendája Washington Irving 1820-ban megjelent novellája. A könyv párja a Rip van Winkle, mellyel együtt Az Álmosvölgy legendája a kor egyik legnépszerűbb fikciós alkotása volt Amerikában. Magyarul először a Népszava Világosság Könyvtár című sorozatában jelent meg 1919-ben, Bartha László fordításában, majd a Vázlatkönyv című kötetben Lutter Tibor fordításában, 1959-ben.

## Történet
A történet a Hudson folyó bal partján, Manhattantől kb. 40 km-re északra a folyón feljebb fekvő Greenburgh város mellett egy félreeső völgyben játszódik, sajátos gondolkodású lakóival, akik holland telepesek leszármazottai. Generációk óta élnek a hegyszorosban, amelynek neve Álmosvölgy. A völgy sajátosságából ered ez a név, mivel elég melankolikus a hely kisugárzása.
A dátum 1790, a helyszín a helyiek által Álmosvölgynek nevezett szoros, benne Tarry Townnal. A völgy híres a szellemekről és elátkozott atmoszférájáról, amely áthatja a helyiek és a látogatók képzeletét. A leghíresebb kísértetük, a fej nélküli lovasként emlegetett szellem egy hesseni katona, kinek a fejét egy kóbor ágyúgolyó vitte le az amerikai függetlenségi háborúban, és azóta is ott kísért esténként, keresve a saját fejét.
A történet szerint Ichabod Crane sovány, magas és rendkívül babonás elemi iskolai tanár Connecticutból, aki mindemellett még roppant pénzéhes is, így hát vetélkedőre kel Abraham (Brom Bones) Van Bruntal a tizennyolc éves Katrina Van Tassel kezéért. Aki – nem mellékesen – Baltus Van Tassel, a település legjómódúbb gazdájának lánya. Crane jenki (új-angliai) volt, így a helyi hollandok szemében kívülállónak számított, mégis reménykedett benne, hogy elnyeri Katrina kezét és vele lány vagyonát is. Bones, a környék menő csávója és hőse volt, akinek szintén szimpatikus volt Katrina, igaz más okokból kifolyólag, így hát apró csínyeket követ el a tanárral szemben. Egy nyugodt őszi éjszakán, Crane részt vesz egy szülinapi partin a Van Tassel birtokon. Az éjszaka közeledtével a vendégek kísértethistóriákat kezdtek mesélni a völgyről és a benne elterülő erdőről. Majd a mulatság vége felé Crane szeretett volna némi időt kettesben tölteni Katrinával, hisz meg volt győződve róla, hogy a lány keze már az övé. Ám nem találta meg a számítását mert kis idő múlva zaklatottan és reményvesztetten vágtázott el a birtokról.
Útja az Álmosvölgyön vezetett keresztül, s minél mélyebbre hatolt az erdőben, úgy egyre több kísértethistória jutott eszébe, amiket a partin meséltek. Hazafelé tartó útja során Crane egyre idegesebben reagál minden neszre, majd egyszer csak találkozott egy csuklyás lovassal az egyik útelágazásnál a mocsár mellett. Crane megrémült, hiszen az idegennek a feje nem a nyakán volt, mégis biztosan ült a lován. Ijedtében őrült vágtába kezdett a régi temető felé, amely előtt egy fa híd van, s ahol állítólag a lovas lángcsóvák közepette eltűnik. Miközben a tanár az életéért vágtázott, a lova ledobta magáról. A lovas felkaptatott a lovával a hegyoldalba, majd felállt lova hátára s levágott fejét, melyet hóna alatt tartott, hozzávágta a rémült Ichabod arcához.
A következő reggel, Crane érthetetlen módon eltűnt a településről, keresése közben megtalálták kalapját nem messze a hídtól egy szétzúzott tök maradványaival. A helyiek rögtön elméleteket gyártottak arról, hogy Cranet elkapta a fej nélküli lovas. Jelentéktelensége - és mivel senkinek sem tartozott - nem sokára el is felejtették, hogy valaha is ott élt. Majd néhány év elteltével az egyik helybéli New-Yorkban tett látogatásakor találkozott Crane-nel, aki elmesélte, hogy félelmében jött vissza a városba.
Továbbá a történetben fellelhető még némi utalás arra, hogy valójában Brom öltötte fel a lovas álarcát, hogy elüldözze riválisát.

## Háttér

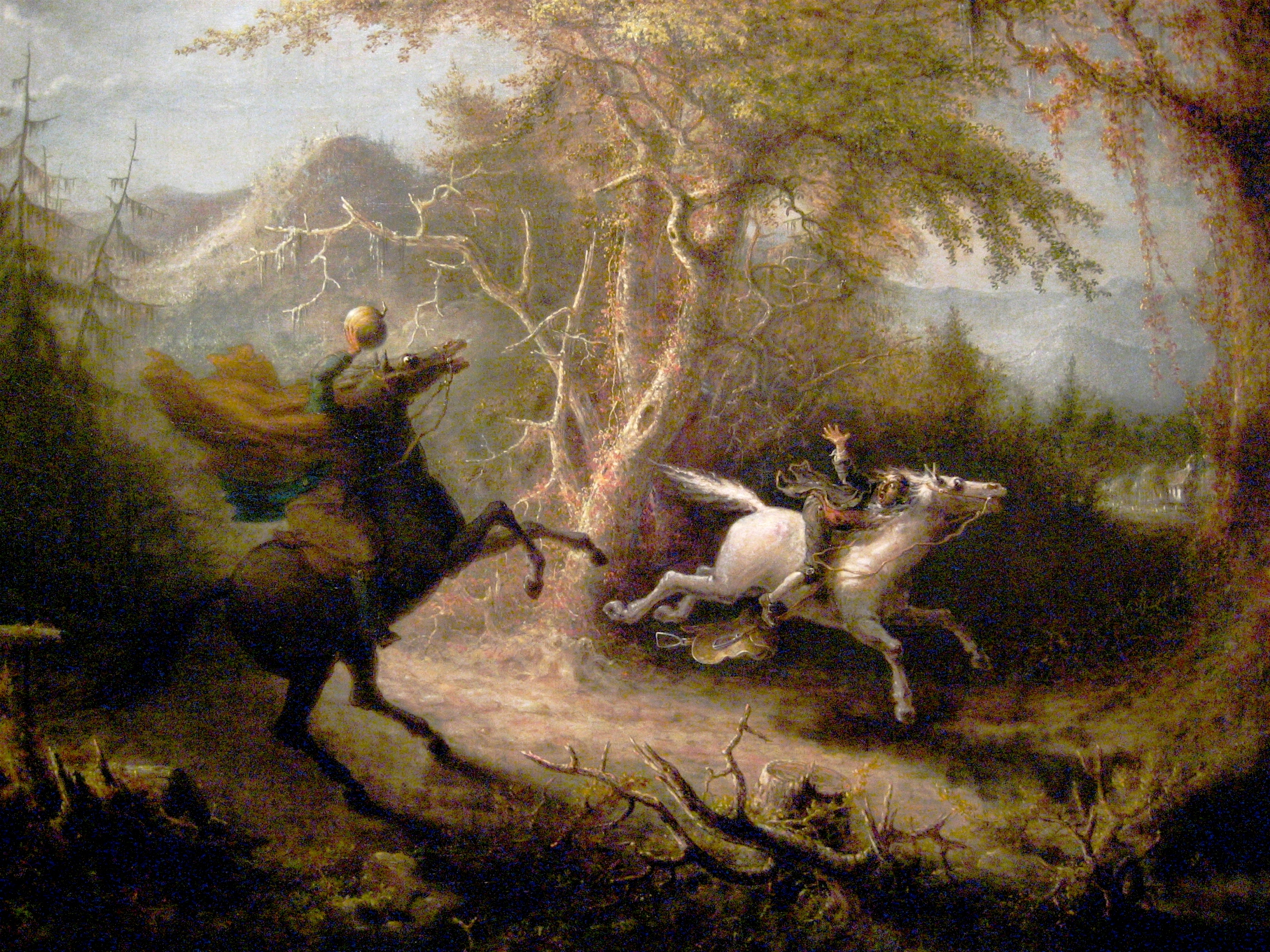
The Headless Horseman Pursuing Ichabod Crane (1858) by John Quidor

Az Álmosvölgy legendájának valószínűleg alapul szolgált többek közt egy német népmese is: a The Wild Huntsman. A történetben egy kísértet vesz üldözőbe mindenkit, aki betéved az erdejébe. Ez a kísértet gyakran fej nélküli, az áldozatai pedig általában erkölcstelenek. Irving a The Sketch Bookot európai körútja után írta meg, a különféle népmesékből és mendemondákból, melyek megragadták a képzeletét. Egy eléggé befolyásos kiadó rögzítette a német származású néprajzkutató Karl Musäus munkáit. A fej nélküli lovas toposz Németország mellett Írországhoz is kapcsolódik (ír nyelven Dullahanhoz), illetve Skandináviához (Wild Hunt), illetve egy angol legendához is. A lefejezett lovas vidéki tájakon vágtázik, fejével a kezében, koromfekete kutyák hordáját követve, lángnyelvek ölelésében. A balszerencse hírnöke azok számára, akik úgy döntenek, hogy figyelmen kívül hagyják a kísértetet, aki pedig az önhitt, gőgös és erkölcstelen áldozataira a legbüszkébb.
Az Álmosvölgy legendája a leghosszabb történet a The Sketch Book of Geoffrey Crayon, Gent.-ból, amelyet Irving 1820-ban adott ki Geoffrey Crayon álnéven. A Rip Van Winkle és Az Álmosvölgy legendája Irving legtöbbször kiadott történetei. Ez a két történet gyakran van egy kötetben, hiszen mind kettő a korai amerikai irodalom és a romantika műfajának elemeit viseli magán. Műveiben Irving  témáiból adódóan szembemegy a helyi kultúrával. A természetfeletti beavatkozása - szerepe a hétköznapi életben egy elszigetelt közösség életében - segíti a független, egyéni felfogás kialakulását a korai tizenkilencedik század során.
Az Álmosvölgy legendája követi a néphagyományokat - költeményeket mesél a természetfeletti vad hajszák bevonásával, belefűzve Robert Burnstől a Tam o' Shanter c. könyvét (1790), és Gottfried August Bürgertől a Der wilde Jäger (1796) művet.

## Megjelenése a kultúrában

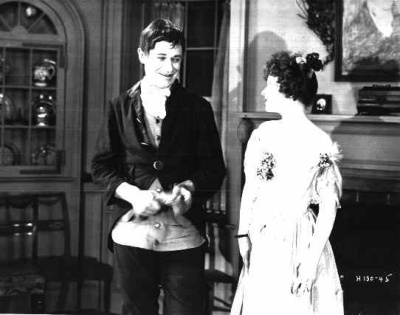
Will Rogers in The Headless Horseman (1922)

- The Headless Horseman (1922), egy némafilm volt Edward Venturini rendezésében, Ichabod Crane szerepében Will Rogers. New Yorkban készült a Hudson folyó völgyében.
- The Adventures of Ichabod and Mr. Toad (1949), egy animációs történet James Algar rendezésében , illetve Clyde Geronimi és Jack Kinney, producerek közreműködésében a Walt Disney Productions kiadásában, Bing Crosby narrátori közreműködésében. Párosítva egy hasonló stílusú történettel Kenneth Grahametől a The Wind in the Willowsal (A szél lengeti a fűzfákat/Békavári uraság). A történeteket kiterjesztették több kalandra, a lovast pedig mint valós személy ábrázolják álöltözékben. Később elválasztják a két történetet egymástól és Az Álmosvölgy legendája címen fut további (1958).
- A Scooby-Doo-show sugározta a A halloweeni fej nélküli lovas c. epizódot 1976.
- Rövid animációs verzió 1972-ből John Carradine narrátorai majd egy évvel később megjelent a mozikban egy teljesen más történetbe olvasztva Malac a pácban címmel.
- The Legend of Sleepy Hollow (1980), egy televíziós film Henning Schellerup rendezésében. Az NBC sugározta, Utahban, Ichabod Crane szerepében Jeff Goldblum, Katrina szerepében Meg Foster, és Dick Butkus játszotta Braham Bones szerepét. A producer Charles Sellier jelölést kapott Emmy-díjra a filmben nyújtott munkásságáért.[5] A történet nem ragaszkodott az eredetihez, Crane enyhén szkeptikus a természet felettivel és a szellemekkel szemben.
- The Legend of Sleepy Hollow (1985), egy epizód a Shelley Duvall's Tall Tales and Legends c. sorozatból, Ichabod Crane szerepében Ed Begley, Jr., Katrina Beverly D'Angelo, Braham Bones Tim Thomerson és Doffue Van Tassel szerepében Charles Durning aki egyben a narrátor is. A producer és az üzemeltető Shelley Duvall.
- 1988-ban a PBS és a Rabbit Ears Productions készített egy többszörös díjnyertes animációs verziót mely a később a képes illusztrációkat szolgáltatta Irving könyvének újabb kiadásaiban. Az illusztráció és a történet átdolgozásáért Robert Van Nutt volt a felelős míg a zene Tim Story feladata volt, a narrátor pedig Glenn Close.
- The Real Ghostbusters (A Szellemirtók) c. animációs sorozat egyik epizódjában szerepelt Ichabod Crane leszármazottja, akit megátkoztak és ezért egy fej nélküli kísértet motor biciklivel üldözte a nő szerelmét.
- Egy 1974-es tv-sorozat a Kolchak: The Night Stalker melynek főszereplője Darren McGavin. A Chopper c. epizódban. Egy fej nélküli motoros lefejezi az áldozatait.
- A Nickelodeon tv társaság egyik sorozatában az Are You Afraid of the Dark? (1992), The Tale of the Midnight Ride c. epizódjában az eredeti történet folytatását láthassuk. Az epizódban egy fiatal költözik az álmos völgybe, egyik este a Halloweeni tánc után , látja Ichabod Crane szellemét aki elküldi a hídhoz majd felajánlja a fej nélküli lovasnak, a fiatalt maga helyett.
- Sugar-Frosted Frights c. animációs meséből a Rocko's Modern Life (Rocko) c. epizódban, kiparódizáják lovas mégpedig úgy, hogy a lovas egy lábon ugrál és a feje helyén a jobb lába található.
- Aa PBS tv-csatorna Wishbone (Rosszcsont kalandjai) c. televíziós sorozatában 1997-ben Wishbon in: „The Legend of Sleepy Hollow” c. epizódban.[6] Ebben az epizódban, Joe Talbot (Rosszcsont gazdája), elmegy barátaival Halloween éjszakáján szórakozni, Rosszcsont vele tart ám gazdája félelme eszébe juttat egy történetet melyet el is kezd mesélni az eredeti könyves verzió alapján. Így az események két vonalon folynak tovább az egyik Rosszcsont gazdájának és barátainak Halloweeni éjszakája a másik a kutyus által mesélt történet melyben a főhőst Ichabod Cranet természetesen ő maga alakítja.
- The Legend of Sleepy Hollow (1999), egy kanadai televíziós film Brent Carver és Rachelle Lefevre főszereplésével. Melyet Montréalban forgattak.
- Az Álmosvölgy legendája (1999), egy horrorfilm Tim Burton rendezésével. Számos változtatást hajtott végre a történetben valamint a karakterekben. Crane figurájából a babonás iskolai tanárból New York-i nyomozót fabrikált, aki azért meg álmosvölgybe, hogy elkapjon egy gyilkost, a lovast pedig ellene használják fegyverként a helyi birtokosok. Johnny Depp játssza Ichabod Cranet, Christopher Walken pedig a fej nélküli lovast. Christina Ricci játssza Katrinát, és Casper Van Dien játssza Braham Bones szerepét.
- The Night of the Headless Horseman (1999), a FOX TV-től egy számítógépes animációs mese film melyben a digitális mozgásrögzítést használták fel a karakterekhez.
- The Haunted Pumpkin of Sleepy Hollow (2002), egy animációs mese a Porch Light Entertainmenttól.
- The Hollow (2004), egy film amit az ABC Family Channel mutatott be, Kevin Zegers és Kaley Cuoco főszereplésével. A történet Ichabod Crane tizenéves leszármazottjával játszódik.
- The Legend of Sleepy Halliwell (A fej nélküli Halliwelek legendája) (2004), a Bűbájos boszorkák c. sorozat hatodik évadának tizennegyedik epizódja. A fej nélküli lovas lefejez egy tanárt a varázsló iskolában.
- Sleepy Hollow tv-sorozat (2013), a fantázia, rejtvény és a dráma műfajában, a sorozatot készítette Alex Kurtzman, Roberto Orci, Phillip Iscove, és Len Wiseman a Fox Broadcasting Company megbízásából. A sorozatban Ichabod Crane egy tanár aki harcol az amerikai függetlenségi háborúban, összetűzésbe kerül egy Hessian lovassal majd a következő pillanatban egy barlangban tér magához 250 évvel később, ám balszerencséjére vele jött a lovas is akinek ő vágta le a fejét. Crane összefog Abbie Mills-el az álmosvölgyi seriffel így ketten közösen próbálják megállítani a lovast aki állítólag az apokalipszis négy lovasa közül a halál, és igyekeznek feltárni a bűnszövetkezetet a természet feletti bevonásával.[7]

## Színpadi és zenei átdolgozások
- Sleepy Hollow (1948), egy Broadway musical, melynek zenéjét George Lessner forgatókönyvét és szövegé pedig Russell Maloney és Miriam Battista készítette 12 előadás erejéig.[8]
- The Legend of Sleepy Hollow[9] (1989), egyfelvonásos színpadi előadás Kathryn Schultz Miller rendezésében.[10]
- The Legend of Sleepy Hollow (1999), 15 perces kompozíció Robert Lichtenbergertől; a premier 2001 októberében volt a Lincoln's Symphony Orchestra előadásában, Tyler White karmesterrel.
- The Legend of Sleepy Hollow in Concert[11] (2004), szerepelt musicalként, rádiós előadásként és fesztiválon, egész éves előadás melynek zenei szerzője Steven J. Smith Jr. szövegírója pedig Jensen Oler és Smith; a premier Lehi városban, Utah államban az Olympic Parkban október nyolcadikán volt 2004-ben.[12]
- The Legend of Sleepy Hollow (2009), egy opera, melynek zenéjét és szöveg könyvét Robert Milne írta; elérhető az Arts Ascending, Inc.-nél.[13]
- The Legend of Sleepy Hollow (2009), egy opera, melynek zenéjét William Withem szövegkönyvét pedig Melanie Helton írta; a premier március huszonhetedikén volt 2009-ben a Michigan State University előadó termben.[14]
- Sleepy Hollow (2009), egy musical melynek szöveg könyvét Jim Christian zenéjét pedig Tom Edward Clark írta. A premier a Weber State University-ben volt Ogdenben október harmincadikán 2009-ben[15][16] és még az évben elnyerte a Kennedy Center American College Theater Fesztiválon a Musical Theatre Award díjat.[17]
- The Hollow (2011) a forgatókönyvet Hunter Foster, míg a zenét és a szövegkönyvet Matt Conner írta a rendező Matt Gardiner; premierje a Signature Theatre-ban Washingtonban volt (Eric Schaeffer, művészeti igazgató jelenlétében).[18]
- The Legend of Sleepy Hollow a Darkstuff Productions a Bierkeller Theatreben Bristolban, 2012 karácsonyán.[19]
- Legend of Sleepy Hollows, az új Doo-Wop dal, melyet a szerelem könyve címen vettek fel.
- Legend of the Headless Rider egy dal a Mercyful Fate kiadásában az In the Shadows albumon jelent meg.
- Undead Ahead ez a zene a Motionless In White zenekartól származik, a Creatures albumról.

## Hangoskönyvek és rádió
- Ed Begley mondta fel a szöveget LP lemezre és audió kazettára a Caedmon Records megbízásából (ISBN 978-9995389598).
- Boris Karloff 1977-ben mondta fel LP lemezre a Mr. Pickwick Records (Pickwick SPC 5156) megbízásából az originál dalokkal és hang effektekkel.
- Ronald Colman volt a házigazda és a felolvasó az NBC's Favorite Storyban július másodikán 1946-ban (Walter Huston kérésére mert az volt a kedvenc története).
- A következő átdolgozás sugárzása Szeptember tizenkilencedikén volt 1947-ben az NBC University Theatre megbízásából.[20]
- Martin Donegan mondta szalagra a történetet a CMS Records megbízásából.
- George Guidall 1999 mondta fel a történetet CD albumra a Recorded Books (ISBN 978-1-4025-5119-2) megbízásából.
- Sleepy Hollow (1998). A Radio Tales c. rádiós műsorban hangzott el a National Public Radio megbízásából. A program megjelent audió kazettán a Durkin Hayes Publishing Ltd-nél 1998 “Paperback Audio” (ISBN 0886469031) címen egy audió katalógus sorozat részeként.
- The Legend of Sleepy Hollow (2005). A Colonial Radio Theatre rendezésében jelent meg Blackstone Audio címen. Szóról szóra ragaszkodva Washington Irving könyvéhez, ennek az előadásnak elég bonyolult a kottája melyet Jeffrey Gage írt, zenés effektekkel és a teljes szereposztással. Eredeti kiadásban Halloween Pick a Barnes & Noble kiadótól, a mű elnyerte az Ogle Awardon a Best Fantasy Production of 2005 díjat. A szereposztásban Lincoln Clark Ichabod Cranet, Joseph Zamparelli Jr. Braham Bones, és Diane Capen játszotta Katrinát. A könyvet színpadra alkalmazta, gyártás vezetője és rendezője Jerry Robbins. 2005 Halloweenjén , a darabot bemutatták az XM Radio majd a Sonic Theater rádió adó is az elkövetkező években. Fokozatosan az egyik legnépszerűbb feldolgozás lett.
- A BBC Radio 7 majd később a BBC Radio 4 Extra sugározta a történetet többször is három felvonásban Martin Jarvisas felolvasásában.
- A Historic Hudson Valleyban nonprofit szervezet[21] által készített drámai előadás The Legend of Sleepy Hollow (2008), melynek zenés effektjeit Matt Noble készítette. A Parent's Choice a Silver award ítélte a darabnak 2009-ben, ezzel a megjegyzéssel; Itt a mesteri történet mesélő Jonathan Kruk kiszolgálta a történetet audió könyvet színes és ékesszólásával  emellett az orcestra is ragyogó. Míg a többi történet hű az eredeti szöveghez, Kruk megemeli a mű színvonalát olvasási stílusával.[22]
- Ichabod Crane, Master of the Occult[23] (2012) az eredeti történet folytatása, írta D. K. Thompson rendezte Marshal Latham majd podcasting formában öntötte.

## Érdekességek
- Sleepy Hollow Cemetery (álmosvölgyi temetőt) 1849-ben hozzácsatolták a régi holland temetőhöz, amely ma magántulajdonban van.
- 1997-ben North Tarrytown falu - ahol a történek sok eseménye zajlik - Sleepy Hollowra változtatta a nevét. A középiskolai csapat neve pedig a The Horsemen (A lovasok) lett.
- 2006-ban Sleepy Hollow/Tarrytown közelében, a 9A út mellett szobrot állítottak, amely azt ábrázolja ahogy a hesseni lovas üldözi Ichabod Cranet.
- A Historic Hudson Valley nonprofit szervezet[24] 1996-óta minden évben megrendezi a Legend Weekend at Philipsburg Manor fesztivált Sleepy Hollowban - amely a fej nélküli lovashoz kapcsolódik és újrameséli az Álmosvölgy legendáját -, amelyre évente több ezren látogatnak el Halloween előtt.
- A környék ivóvize jelentős mennyiségű oldott radont tartalmaz (New York államban kiugróan a legmagasabb koncentrációban),[25] amely a vízből felszabadulva és belélegezve okozza a történetben leírt jellegzetes tüneteket.[26]